# A813高速公路
A813高速公路是法国的一条高速公路，始于Banneville-LA-Campagne，终于Frénouville，与A13高速相连。A813长度约4千米。该高速呈南北走向，南端与613国道相连，北端与A13高速相连，于2012年1月6日建成通车。